# Open Your Heart (singel Madonny)
Open Your Heart – czwarty singel Madonny z albumu pt. True Blue (1986).

## Informacje
Piosenka ukazała się na singlu pod koniec 1986 roku i stała się dużym przebojem. Singiel został dobrze przyjęty przez krytyków muzycznych. W recenzjach retrospektywnych jest obecnie uważany za jeden z najlepszych Madonny. Kompozycja stworzona przez Gardnera Coleʼa i Petera Rafaelsona zatytułowana wówczas „Follow Your Heart” w stylu rockandrollowym, początkowo miała zostać przedstawiona Cyndi Lauper. W tamtym okresie menadżerowie Coleʼa współpracowali z Madonną, gdy ta tworzyła materiał na True Blue. Ówczesny menadżer piosenkarki poprosił Gardnera o demo utworu. Madonna zgodziła się na nagranie piosenki i z producentem albumu, Patrickiem Leonardem, stworzyła taneczną aranżację.

## Osiągnięcia
„Open Your Heart” odniósł także sukces komercyjny, docierając do pierwszej dziesiątki list przebojów w Kanadzie, Belgii, Irlandii, Holandii i Wielkiej Brytanii. Stał się także piątym numerem jeden Madonny na Billboard Hot 100. Madonna została drugą artystką po Whitney Houston mającą trzy single #1 z jednego albumu.

## Teledysk
Teledysk towarzyszący piosence, wyreżyserowany przez Jeana Baptiste Mondino, przedstawia Madonnę jako egzotyczną tancerkę podczas peep show, które towarzyszy nastoletni chłopiec. Klip był postrzegany jako hołd złożony niektórym gwiazdom Złotej Ery Hollywood m.in. Marlene Dietrich czy Liza Minnelli. Odbiór wideoklipu był generalnie pozytywny; piosenkarkę chwalono za przedstawianie kobiet jako płci dominującej, natomiast krytykowano fabułę wejścia dziecka do sexklubu.

## Wykonania na żywo
„Open Your Heart” został wykonany podczas czterech tras koncertowych Madonny – Whoʼs That Girl (1987), Blond Ambition (1990), MDNA (2012) i Celebration (2023), a podczas Drowned World (2001) zostały wykorzystane sample z utworu.
Utwór posłużył jako podkład muzyczny do identu reklamowego w animowanym programie Pod gradobiciem pytań Bartosza Walaszka.